# Begraafplaats van Beaurevoir
De Begraafplaats van Beaurevoir is een gemeentelijke begraafplaats in de Franse gemeente Beaurevoir, departement Aisne. De begraafplaats ligt 900 m ten zuidoosten van het dorpscentrum (Église Sainte-Jeanne-d'Arc de Beaurevoir) en heeft een trapeziumvormig grondplan met een bakstenen muur als omheining. De toegang bestaat uit een dubbel metalen hek. Aan de westelijke rand van de begraafplaats ligt een extensie met Britse oorlogsgraven.

## Britse oorlogsgraven
Het dorp werd op 3 oktober 1918 bestormd door de 2nd Australian Division en twee dagen later ingenomen door de 25th Division. Na de wapenstilstand werden 510 Duitse gesneuvelden die begraven waren in een uitbreiding aan de noordzijde van de begraafplaats, verplaatst naar de Duitse begraafplaats in Maissemy.
Op de begraafplaats liggen 4 graven met Britse gesneuvelden uit de Eerste Wereldoorlog. Drie graven liggen in een perkje in de zuidelijke hoek en een vierde ligt tussen de burgerlijke graven. Ze werden hier door Duitse troepen begraven in 1914 en 1917.
De graven worden onderhouden door de Commonwealth War Graves Commission en staan er geregistreerd onder Beaurevoir Communal Cemetery.

## Extensie
Naast de begraafplaats is een door William Cowlishaw ontworpen extensie aangelegd. Het terrein heeft een langwerpige vorm met een oppervlakte van 578 m². De begraafplaats is aan drie zijden begrensd door een lage bakstenen muur en aan de gemeenschappelijke zijde met de gemeentelijke begraafplaats door een hoge bakstenen muur. Het Cross of Sacrifice staat ongeveer centraal tegen de westelijke muur. De begraafplaats wordt onderhouden door de Commonwealth War Graves Commission, die de extensie heeft ingeschreven als Beaurevoir Communal Cemetery British Extension.
Gedurende het geallieerde eindoffensief werd op 3 oktober 1918 een aanval gelanceerd door de 2nd Australian Division, waarna de gemeente twee dagen later door de 25th Division werd veroverd. Hierna werd de begraafplaats door hen aangelegd. 
Er worden 96 doden herdacht. De 82 geïdentificeerde slachtoffers zijn 61 Britten, 18 Zuid-Afrikanen en 3 Australiërs. Er liggen ook 14 niet geïdentificeerde doden.

### Onderscheiden militairen
- Sergeant-majoor W. Wheeler (Worcestershire Regiment) en sergeant Hugh Francis Philip Mallet (South African Infantry) werden onderscheiden met de Distinguished Conduct Medal (DCM).
- Sergeant E. Quinn (Yorkshire Regiment) en soldaat Bertie Pegler (Gloucestershire Regiment) werden onderscheiden met de Military Medal (MM).